# Friedrich Wilhelm Dresde
Friedrich Wilhelm Dresde (* 4. März 1740 in Naumburg; † 10. März 1805 in Wittenberg) war ein deutscher Sprachwissenschaftler und lutherischer Theologe.

## Leben
Geboren als Sohn eines Oberkämmerers, besuchte Dresde die Stadtschule in Naumburg und bezog im Anschluss die kurfürstliche Landesschule Pforta. Nach einem achtwöchigen Aufenthalt in Halle (Saale) widmete er sich 1761 zunächst einem Studium der Theologie an der Universität Leipzig, wo er sich unter anderem Christian August Crusius anschloss. Nachdem er die akademischen Studien beendet hatte, gab er dort Unterricht in den orientalischen Sprachen. Mehrere Abhandlungen, die er drucken ließ, zeugten von seiner Kenntnis der hebräischen Altertümer. 
Nachdem er den akademischen Grad eines Baccalurus der Theologie erworben hatte und Frühprediger an der Leipziger Universitätskirche geworden war, erhielt er 1772 einen Ruf als ordentlicher Professor der orientalischen Sprachen an die Universität Wittenberg. 1775 trat er eine außerordentliche Professur an der theologischen Fakultät der Akademie an, zu der er 1778 vollständig übertrat und deren Senior er später wurde. Er verstarb, kurz nachdem er als Deputierter der Universität vom Landtag zurückgekommen war.
Dresde, der aus einem sehr reichhaltigen Wissen der orientalischen Sprachen und Literatur schöpfte, verband diese mit seiner theologischen Überzeugung und hielt dabei an der orthodoxen lutherischen Kirche fest. Arme und Notleidende versuchte er, nach Kräften zu unterstützen. Dennoch setzte sich nach seinem Tode der eigentliche Rationalismus in der Lehrweise an der Universität durch. Zudem beteiligte er sich auch an den organisatorischen Aufgaben der Leucorea und stand dieser in den Wintersemestern 1782, 1784, 1788, 1794 und 1800 als Rektor der Akademie vor.

## Werke
- De anno Judaico
- De voto Jephthae
- Triga Commentatorium academicarum Criticam hodierni textus Ebraei concernentium, Leipzig 1773
- Programmata quo commendantur Raphelis Chajim Basiae Judei recontiois exercitationes critcae in diversitatem lectionis codicis ..., 1774
- Programmata de usu Pentateuchi Samaritani, 1783
- Elementa sermonis Ebraici, Leipzig 1779, 1790